# Nicolas Alquin
Nicolas Alquin,  es un artista francés nacido en 1958 en Bruselas (Bélgica). Instalado en Bagneux (Hauts-de-Seine), es un artista dedicado a la escultura desde mediados de la década de 1980; es famoso por sus obras monumentales.
Es hijo de Pierre Alechinsky, célebre artista del grupo CoBrA, y hermano pequeño de Ivan, escritor bajo el pseudónimo de Ivan Alechine.
Una de sus esculturas más conocidas es Parole à la mémoire des victimes du terrorisme,  visible en los Inválidos de París.

## Obras
Entre las mejores y más conocidas obras de Nicolas Alquin se incluyen numerosos monumentos y fuentes. 
- el Durmiente -  en francés: le Dormeurel (Fondo Nacional de Arte Contemporáneo, Francia),
- el Día del Desierto - Jour de désert  (Museo de Arte Sacro, Lille),
- El Compostador  de Estrellas -  Composteur d'étoiles (Iglesia de St-Jacques du Haut- Pas, París),
- Gaspard (Museo de Arte Contemporáneo de Dunkerque),
- Judith (Fundación Beelden-aan-Zee, Países Bajos),
- Fuente  Saint-Benoît de París, obra para conmemorar las víctimas del terrorismo (Hotel de los Invalidos, París),
- la Cruz de la Esperanza - Croix d'espérance (Nuestra Señora de la Esperanza, París),
- el Monumento en memoria de la La Mulata Soledad  (en francés: La Mulâtresse Solitude, en Bagneux, Hauts-de-Seine).

## Exposiciones
Nicolas Alquin ha hecho numerosas exposiciones individuales y de grupo (Bruselas, Reims, París, Caen, España, Italia, Mónaco...).

## Premios
Fue galardonado con el Premio Villa Médici (Verona, Extramuros, 1987), Premio Leonardo da Vinci (Abiyán, Costa de Marfil, 1988), Gran Premio Simone Del Duca (París, 1997) y ganador del Príncipe Pierre de Mónaco (2001).